# ویلهلم دیبواد
ویلهلم دیبواد (انگلیسی: Vilhelm Dybwad; ۱۲ فوریهٔ ۱۸۶۳ – ۱۶ مارس ۱۹۵۰) وکیل، آهنگساز، و زندگی‌نامه‌نویس اهل نروژ بود.